# Żanna Kaszczejewa
Żanna Kaszczejewa (ur. 27 lipca 1982) – rosyjska lekkoatletka, sprinterka specjalizująca się w biegu na 400 metrów. 

## Najważniejsze osiągnięcia
| Rok  | Rodzaj zawodów            | Miasto     | Konkurencja        | Miejsce | Wynik   |
| ---- | ------------------------- | ---------- | ------------------ | ------- | ------- |
| 2007 | Halowe mistrzostwa Europy | Birmingham | Sztafeta 4 x 400 m | 2       | 3:28,16 |

## Rekordy życiowe
- Bieg na 400 m - 51,04 (2007)
- Bieg na 400 m (hala) - 52,04 (2007)